# Burg Buják
Die Burg Buják (ungarisch Bujáki vár) ist eine im 13. Jahrhundert erbaute Burg in Buják, einer Gemeinde im Komitat Nógrád in Ungarn.

## Geschichte

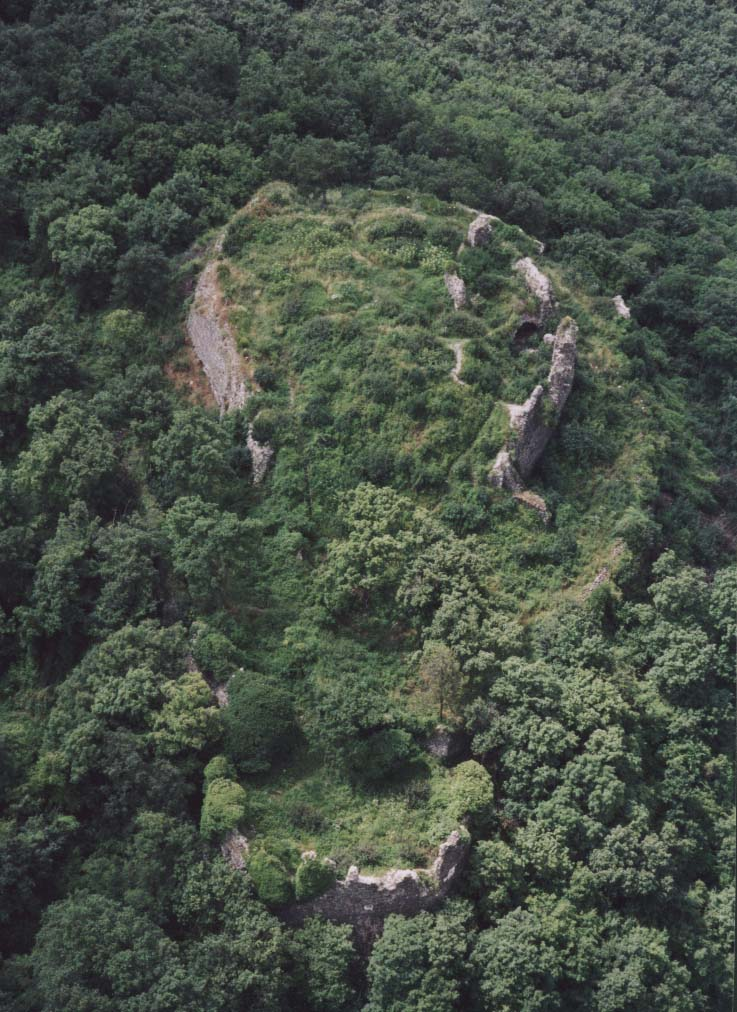
Die Ruine der Burg

Bereits in der Bronzezeit war das Gebiet um die Burg besiedelt.
Im 13. Jahrhundert wurde die Burg vermutlich als königliche Burg gebaut. Als eines der ersten Gebäude der Burg gilt der 1303 erbaute Turm. Im Jahr 1315 wurde die Burg während der Rebellion von Máté Csák gegen den ungarischen König Károly Robert belagert. Dabei schlug eine Entsatzarmee die Belagerung mit den Angreifern zurück. Seit dem Jahr 1386 war die Burg im Besitz der Garai Familie. Im Jahr 1393 befahl König Luxemburgi Zsigmond den Ausbau der Burganlage und seit dem Jahr 1394 war die Burg Buják wieder in königlichen Besitz. Im Jahr 1424 verschenkt Luxemburgi Zsigmond die Burg zusammen mit der benachbarten Burg Szanda an seine Frau, Königin Borbála. 
Nach dem Tod von König Zsigmond im Jahr 1439 geriet die Burg nach der Rebellion von Königin Borbála in den Besitz von König Albert, der die Burg an Báthory István weiterschenkte. Als die Hussiten unter der Führung von Jan Jiskra in Buják einfallen, wurde die Burg zwar belagert, aber nicht eingenommen. 
Ab dem Jahr 1540 versuchten die Türken, die bereits die wichtigsten Burgen in der Nähe eingenommen haben Burg Buják einzunehmen. Deshalb wurde die inzwischen zur Genzfeste gewordene Burg 1551 ausgebaut. Verantwortlich war András Báthory für diesen Ausbau. Dabei entstanden Gebäude wie das äußere Tor, der Torzwinger und das Rondell. 
Im Jahr 1552 wurde die Burg schließlich doch von den Türken eingenommen. Diese stationierten hier jedoch nur wenige Soldaten. In der Zeit von 1556 bis 1557 waren das nach der damaligen Gehaltsabrechnung nur 28 Mann. Erst im Jahr 1593 während des Fünfzehnjährigen Krieges geriet die Burg wieder in den Besitz der Báthory Familie. Im Jahr 1663 geriet die Burg dann erneut in den Besitz der Türken bis die Burg 1666 durch die Habsburgische Truppen endgültig befreit wurde. Danach verlor die Burg ihre Bedeutung und verfällt seitdem.

## Beschreibung
Die Burg Buják bestand aus einer Kernburg, die sich auf dem Berggipfel befindet und vollständig von der Vorburg mit der Ringmauer umgeben wurde. Unten befand sich das Burgtor mit dem in die Vorburg führenden Zwinger. Zum Zwinger gehört auch das zur Verteidigung erbaute sogenannte Rondell. Die gesamte Burganlage befindet sich in einer Höhe von 283 Meter über der NN. Heute ist die Burg in einem sehr schlechten Zustand. Die Witterung hat große Teile Burg zerstört. Große Teile der Mauern sind einsturzgefährdet.
Einen Kilometer südöstlich der Burg befindet sich der gleichnamige Ort. Im Jahr 2022 lebten dort 1965 Menschen. Außerdem befindet sich hier, ein Teil des zum UNESCO Global Geopark erklärten Novohrad – Nógrád Geopark. Zu dem Park gehört unter anderem die in Buják befindliche Egidius-Quelle.

## Bilder

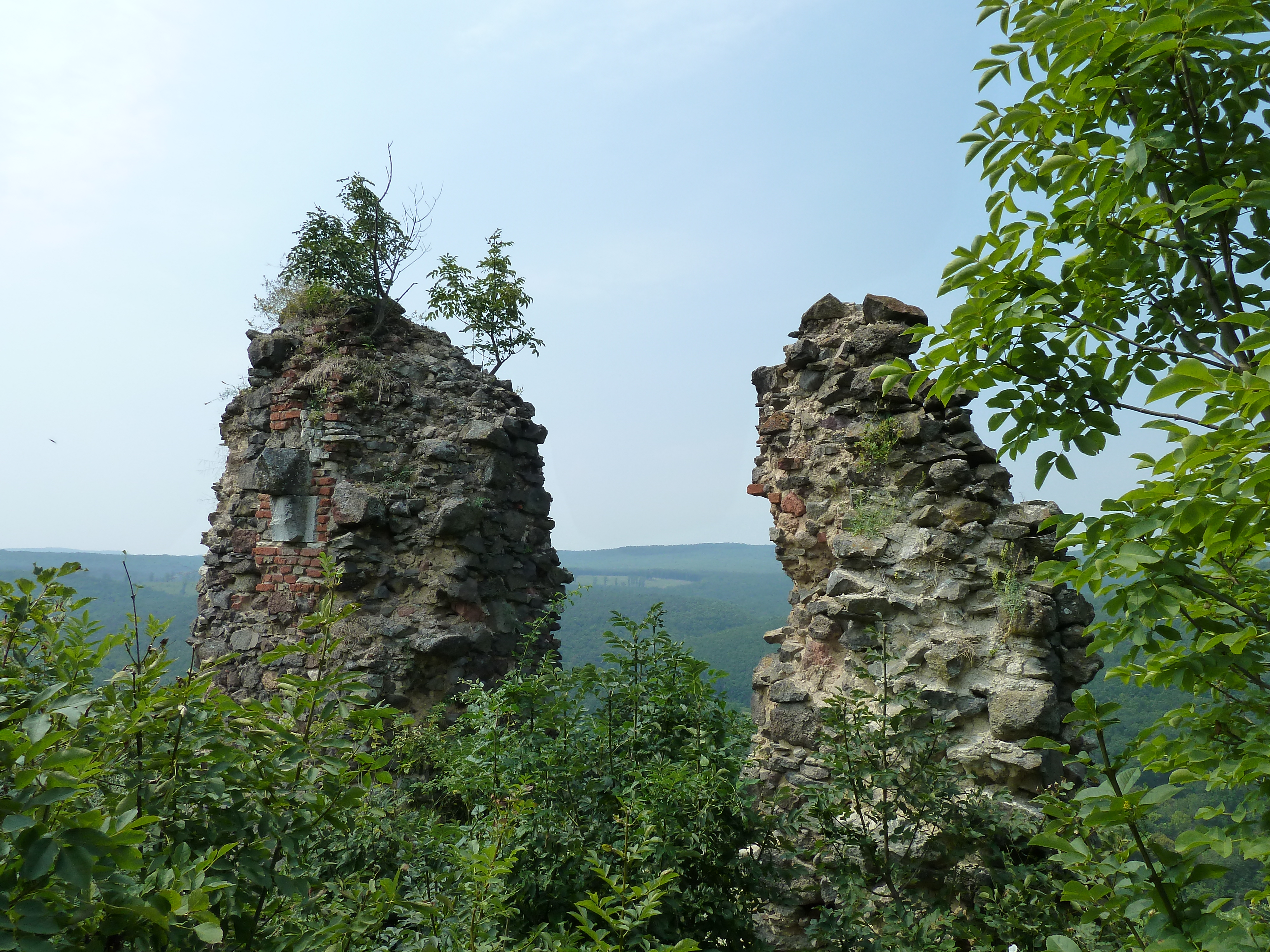
Mauerreste im Bereich der Kernburg (2010)
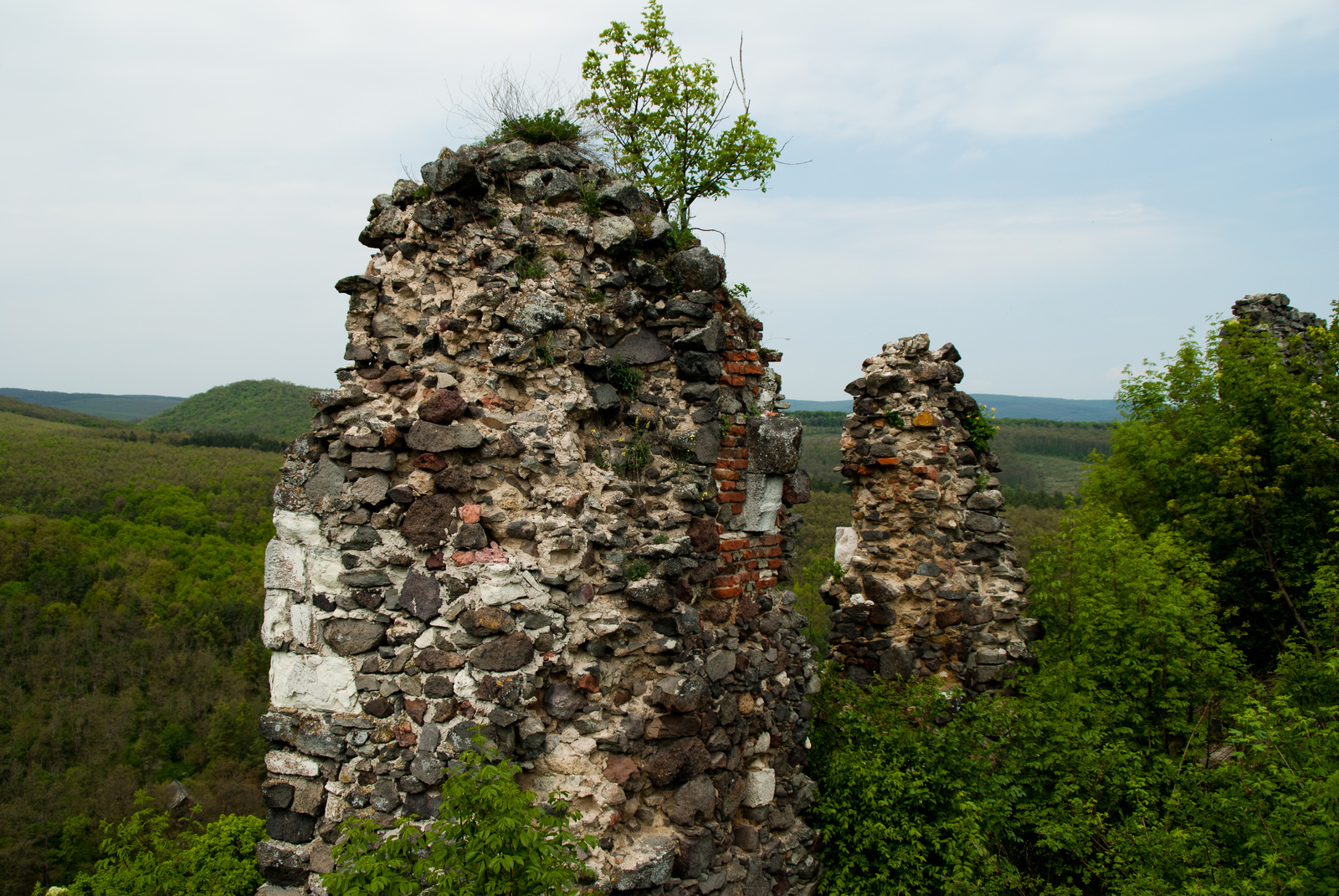
Durch die Witterung beschädigte Mauerreste (2011)
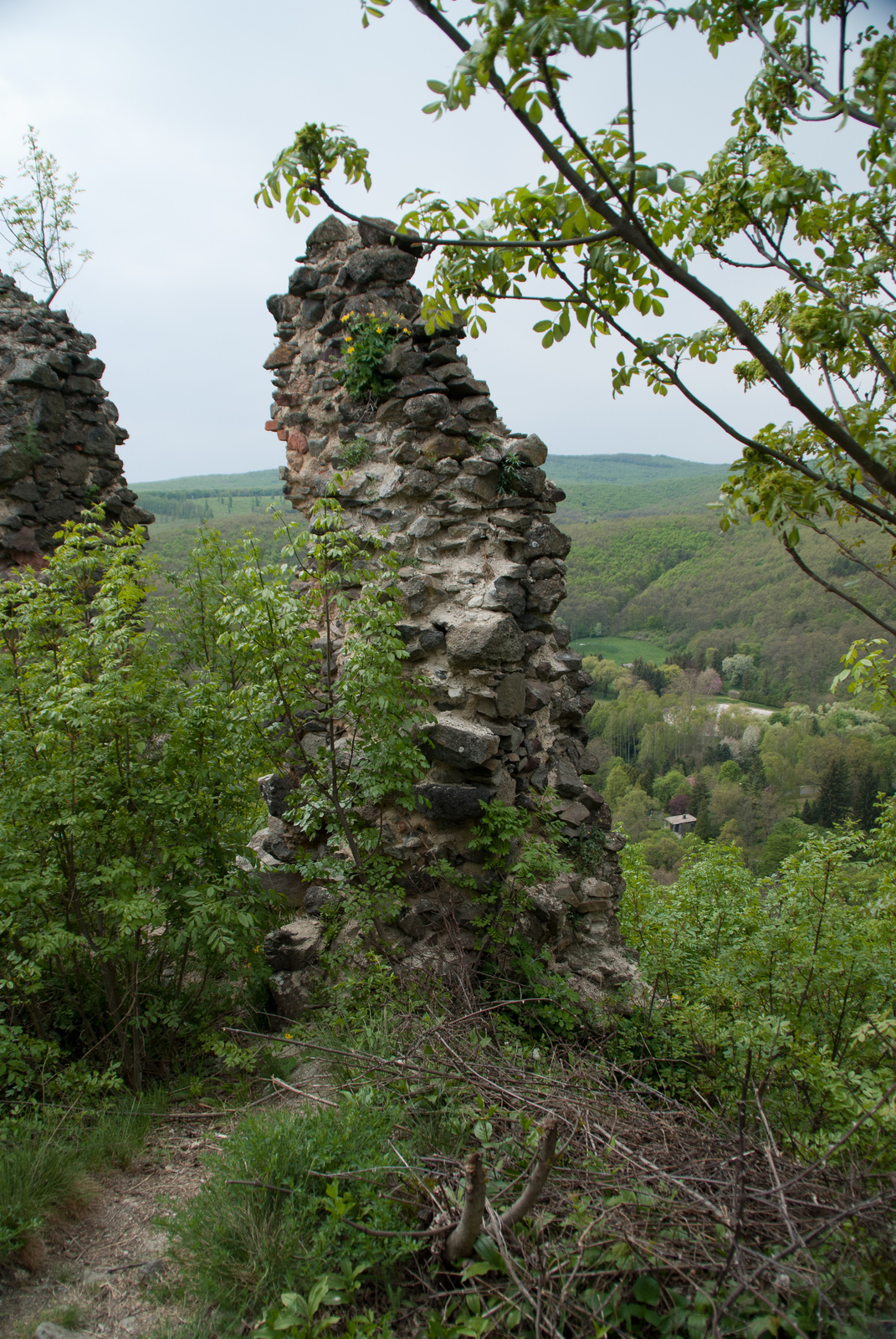
Mauerreste (2011)
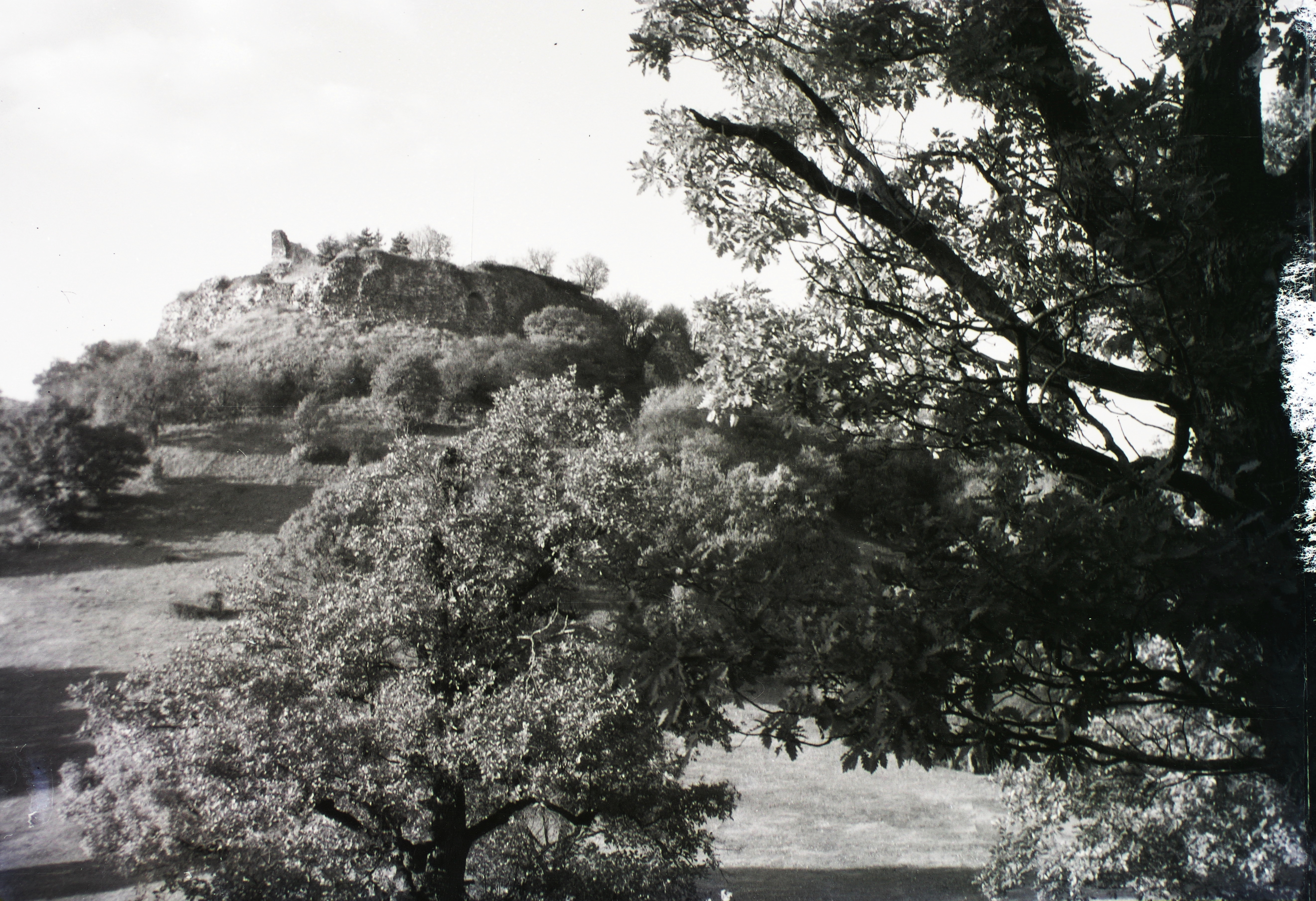
Burg Buják 1929